# Корацца, Томмазо
Томма́зо Кора́цца (итал. Tommaso Corazza; родился 29 июня 2004 года, Болонья, Италия) — итальянский футболист, защитник клуба «Болонья», выступающий на правах аренды за клуб «Салернитана».

## Карьера
Томмазо Корацца — воспитанник «Болоньи», за которую выступает с 2009 года. За клуб дебютировал 11 августа 2023 года в кубке Италии против «Чезены», где забил гол, став одним из самых молодых в истории клуба футболистом, забившим гол в своём дебютном матче в кубке Италии. Дебют в Серии A состоялся 21 августа в матче против «Милана».